# Піроджпур (зіла)
Піроджпур (бенг. পিরোজপুর) — округ (зіла) на південному заході Бангладеш. Входить до складу відділу Барісал.

## Географія
Більша частина землі низинна, а ґрунти родючі. Є невеликі ліси. Несарабад відомий своїм діловим центром, а також тим, що тут росте дерево Сундорі (різновид мангрового лісу).

### Річки
Через Піроджпур протікають такі річки: Габхан, Балешвар, Дамодар, Коча, Пона, Кочахалі, Каліганга, Сандха, Доратана та ін. - великі та відомі річки.